# 沙沱水电站
沙陀水电站位于贵州省沿河土家族自治县联桥村乌江干流梯级规划中的第九级，下游7公里为沿河县城。大坝上游120.8km为思林水电站，下游为彭水水电站。以发电为主，兼顾航运、防洪及灌溉等任务。

## 技术概况
正常蓄水位365m，汛期限制水位357米，死水位353.5m，调节库容2.87亿，属日周调节水库。
坝体从左岸开始依次为：左岸挡水坝段、取水坝段、冲沙孔坝段、溢流坝段、升船机坝段、右岸挡水坝段。
通航建筑物为由上游引航道、上闸首、升船机主体、下闸首及下游引航道等部分组成，全线总长约806米。500吨级全平衡钢丝绳卷扬式垂直升船机。最大提升高度为74.88米。

## 历史
业主为贵州乌江开发有限责任公司(中国华电集团控股)。
2005年11月开始筹建，2006年5月正式开工，2007年12月实现一期截流。由于坝址下有断层，围堰合拢后，围堰外的河水通过断层涌入基坑，基坑里的水无法抽干，采取了堵水灌浆闭气。 2009年4月17日实现二期截流。2013年5月11日首台机组发电，2013年6月13日最后一台机组发电。2016年11月29日下午500吨级升船机过船调试完成，具备通航能力。